# Elusa particolor
Elusa particolor là một loài bướm đêm trong họ Noctuidae.